# Andrija Popović
Andrija Popović, cyr. Андрија Поповић (ur. 22 września 1959 w Kotorze) – czarnogórski piłkarz wodny, menedżer i polityk, złoty medalista olimpijski z Los Angeles, poseł do Zgromadzenia Czarnogóry i przewodniczący Liberalnej Partii Czarnogóry.

## Życiorys
W młodości trenował piłkę wodną. Reprezentował Jugosławię na Letnich Igrzyskach Olimpijskich w 1984, na których drużyna wywalczyła złoty medal. Andrija Popović podczas turnieju wystąpił w jednym spotkaniu przeciwko drużynie chińskiej. Rok wcześnie był członkiem zespołu, który zwyciężył na Igrzyskach Śródziemnomorskich w 1983. W 1986 należał do drużyny, która zdobyła mistrzostwo świata w Madrycie. Został też srebrnym medalistą na mistrzostwach Europy (1987). W 1990 i 1991 wygrywał z zespołem europejskie rozgrywki klubowe. W 1985 został uznany najlepszym sportowcem w Czarnogórze.
Po zakończeniu kariery sportowej zajął się działalnością menedżerską. Pracował m.in. w Chorwacji, Hiszpanii i Serbii. Pełnił kierownicze funkcje w instytucjach publicznych w Kotorze. Został też wiceprezesem czarnogórskiego komitetu olimpijskiego.
Zaangażował się również w działalność polityczną. Należał do rady ruchu dążącego do niepodległości Czarnogóry. Od 2005 do 2012 zajmował stanowisko wiceburmistrza gminy Kotor. Był jednym z założycieli Liberalnej Partii Czarnogóry. W latach 2008–2009 sprawował mandat posła do Zgromadzenia Czarnogóry. W 2009, wkrótce po wyborach, w których ugrupowanie to utraciło poselską reprezentację, został wybrany na nowego przewodniczącego partii.
W 2012 ponownie uzyskał mandat deputowanego z listy skupionej wokół DPS. W 2016 i 2020 otrzymywał wysokie miejsca na liście tworzonej przez socjalistów, co pozwalało mu na utrzymywanie miejsca w parlamencie na kolejne kadencje. W 2023 znalazł się poza parlamentem, przestał też pełnić funkcję przewodniczącego partii.